# Denkmalschutz

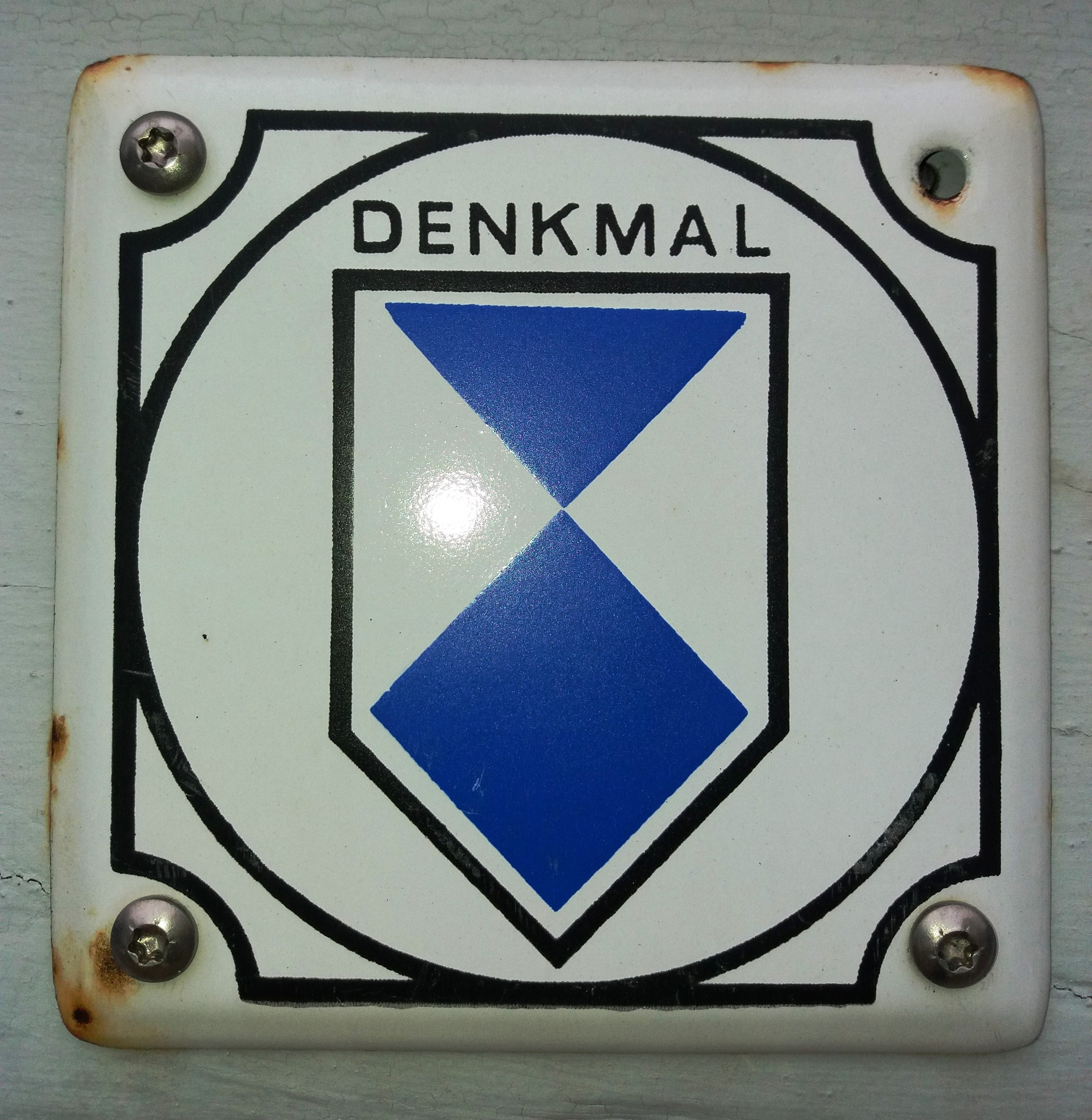
Denkmalschild in Schwerin

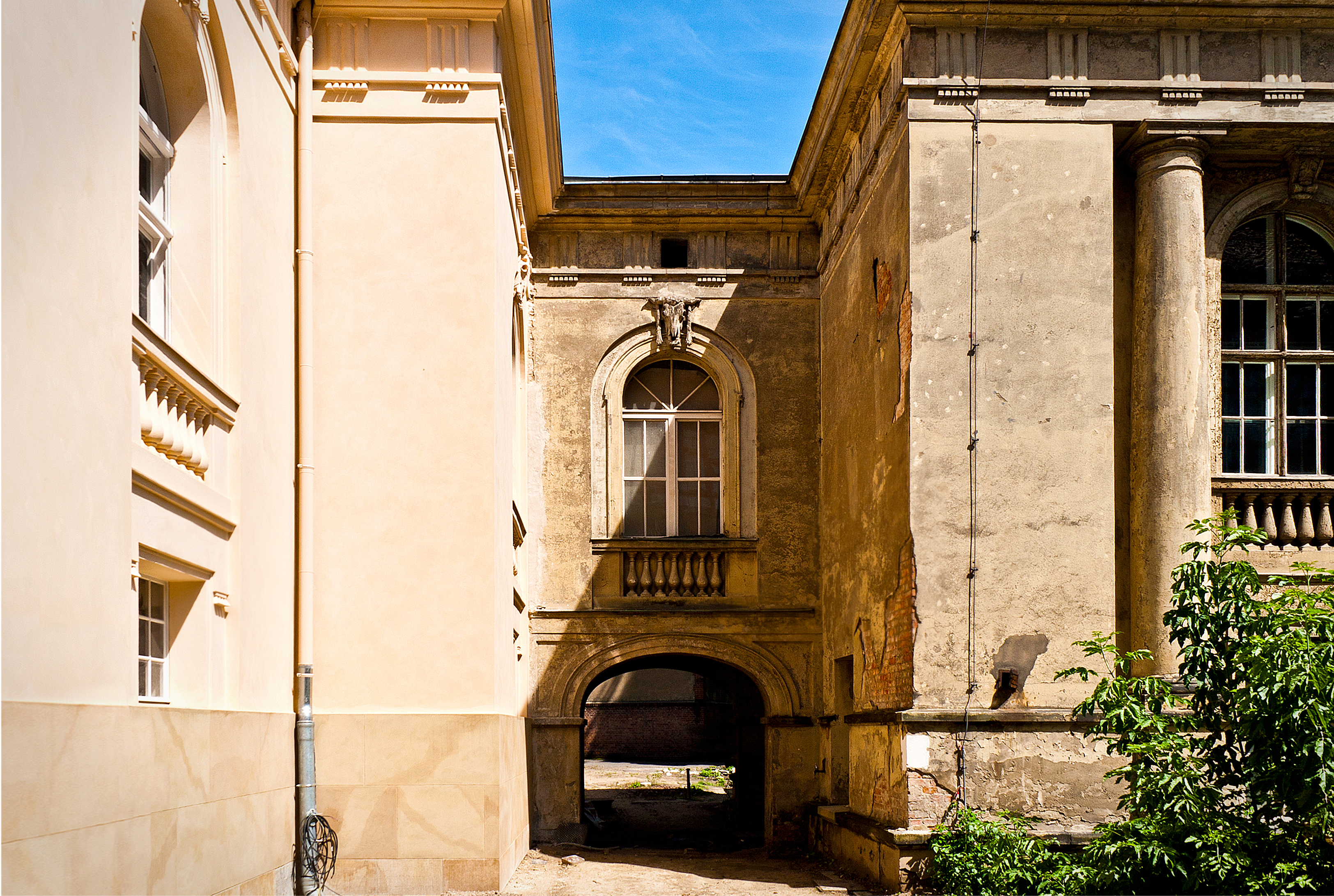
Das unter Denkmalschutz stehende Baudenkmal Anatomisches Theater der Tierarzneischule in Berlin mit einem restaurierten Gebäudeteil (links) und einem unsanierten Gebäudeteil (rechts)

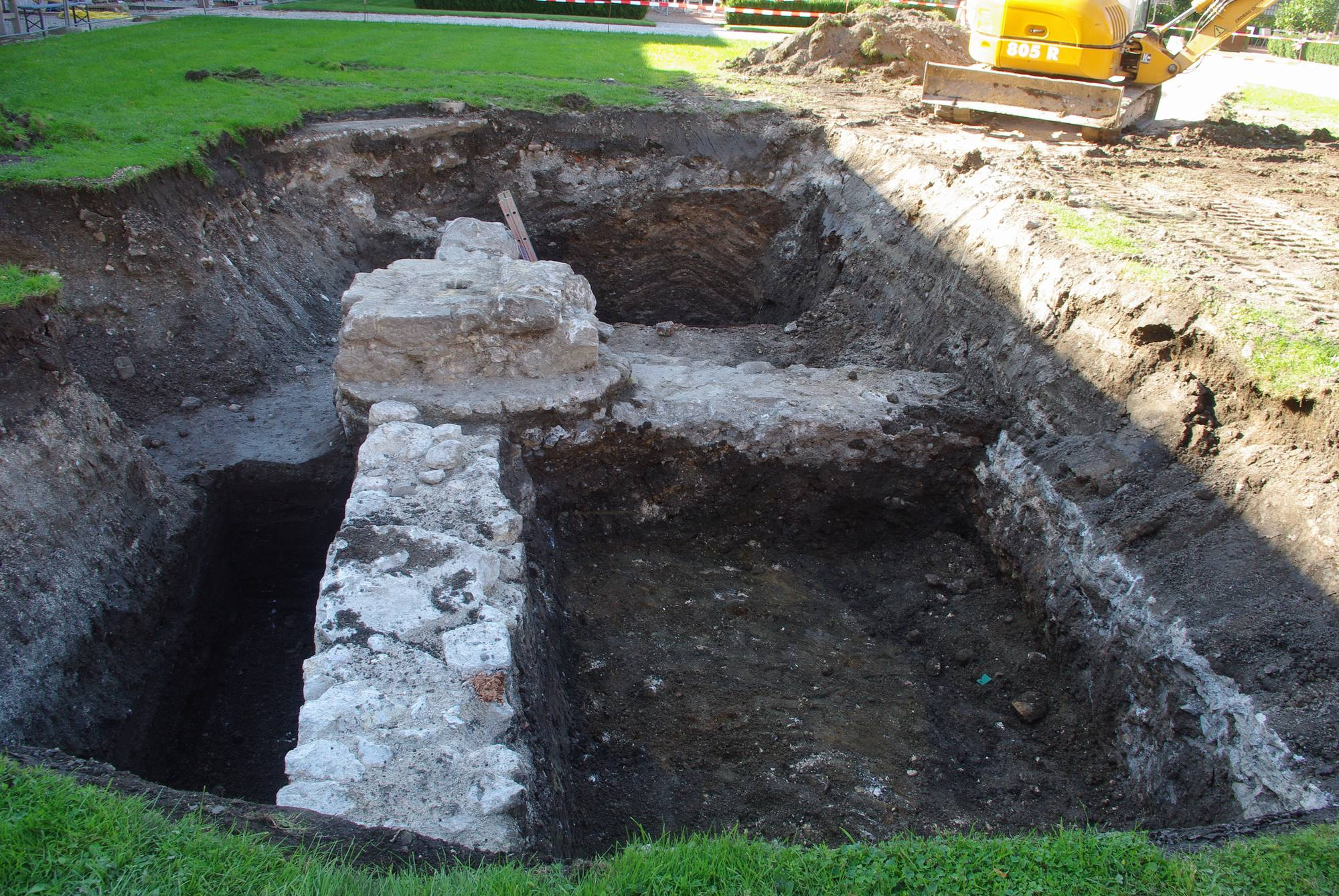
Ein Bodendenkmal: Mauerreste alter Vorgängerbauten im Bereich der Alten Saline in Bad Reichenhall

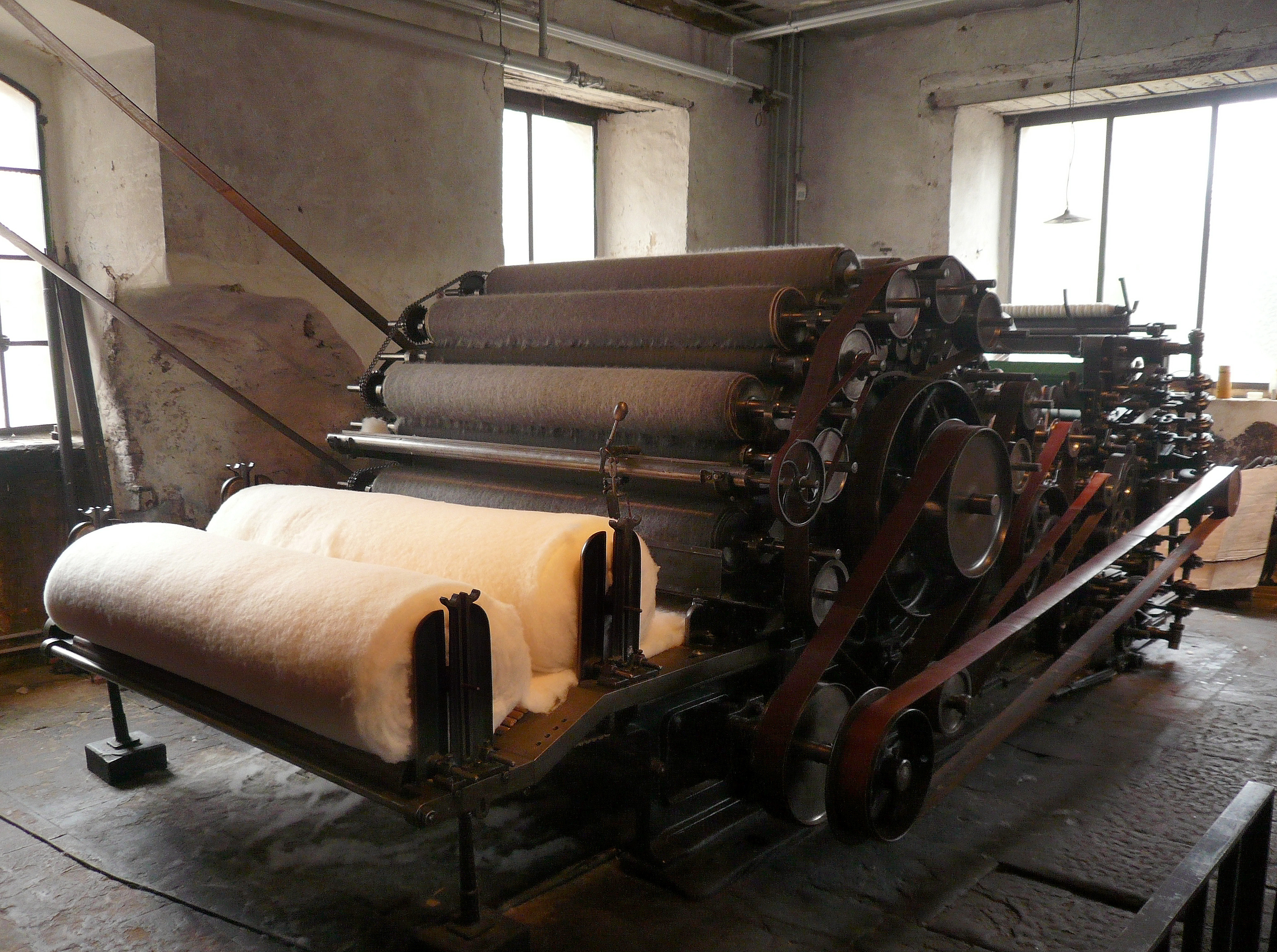
Technisches Denkmal: Vorgarnherstellung in der Tuchfabrik Müller, Euskirchen

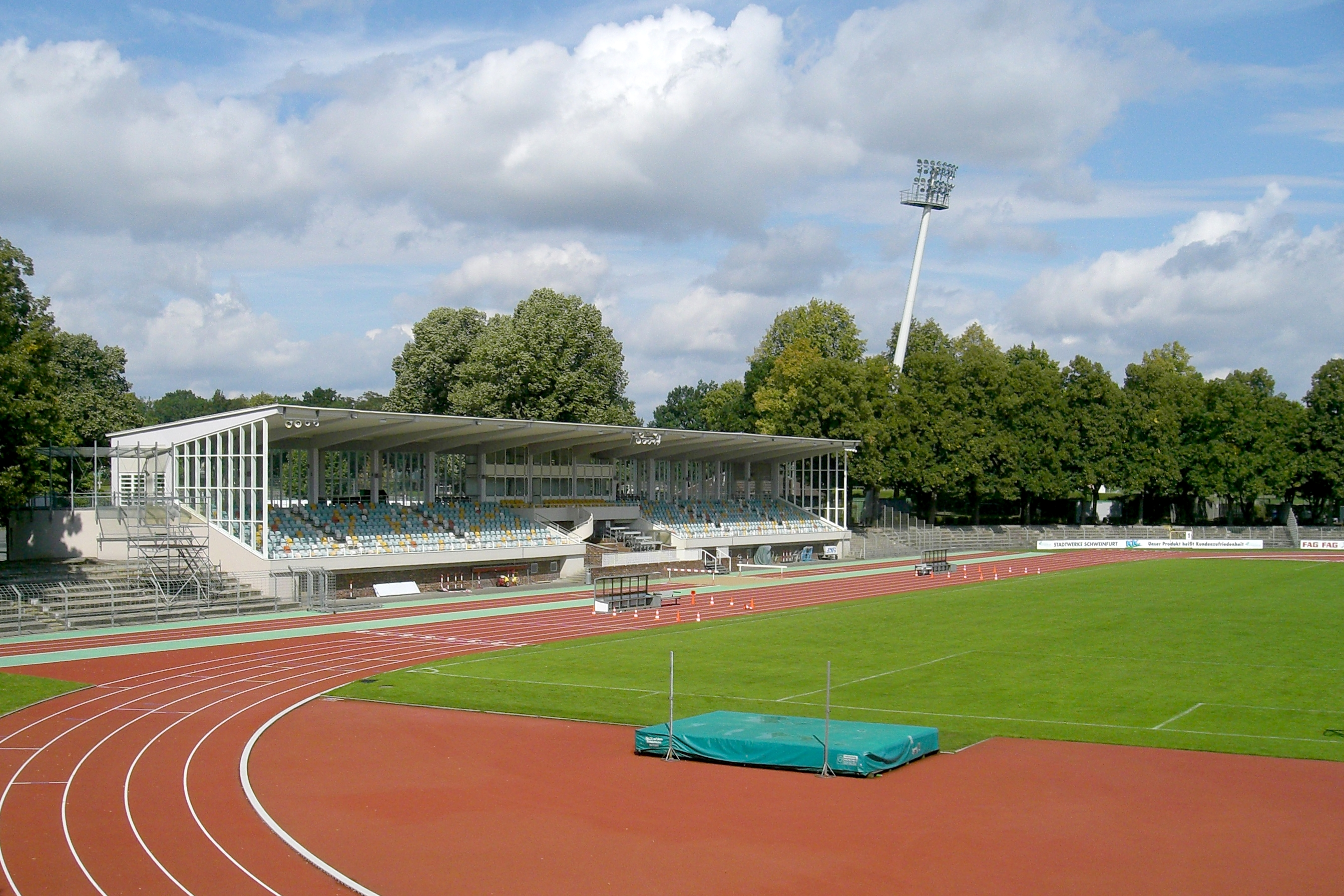
Modernes Baudenkmal:
Sachs-Stadion in Schweinfurt von Paul Bonatz (1936)

Der Denkmalschutz dient dem Schutz von Kulturdenkmälern und kulturhistorisch relevanten Gesamtanlagen (Ensembleschutz). Ziel ist es, dafür zu sorgen, dass Denkmale dauerhaft erhalten und nicht verfälscht, beschädigt, beeinträchtigt oder zerstört werden und so diese zumeist architektonisch anspruchsvollen Kulturgüter dauerhaft gesichert werden. Die rechtliche Definition und Rahmenbedingungen für den Denkmalschutz werden durch das Denkmalrecht festgelegt.
Denkmalschutz ist Teil des Kulturgutschutzes. Maßnahmen, die zur Erhaltung und Unterhaltung von Kulturdenkmälern notwendig sind, bezeichnet man als Denkmalpflege.

## Zweck
Der Denkmalschutz verfolgt das Ziel, Denkmale dauerhaft zu erhalten. Dem kulturellen Erbe einer Gesellschaft kommt die Funktion zu, anhand dinglicher und sinnlich wahrnehmbarer historischer Zeugnisse über die Geschichte der Gesellschaft zu informieren und im Bereich des Denkmalschutzes so ein lebendiges Bild der Baukunst und Lebensweise vergangener Zeiten zu erhalten. Denkmalschutz kann auch als Bestandteil der Erhaltung von Lebensqualität betrachtet werden.
Es gibt internationale, nationale und landesspezifische rechtliche Grundlagen zum Denkmalschutz. Die internationale Grundlage bildet das Übereinkommen zum Schutz des Kultur- und Naturerbes der Menschheit (Convention Concerning the Protection of the World Cultural and Natural Heritage), das am 16. November 1972 von der Generalkonferenz der UNESCO verabschiedet wurde. Die operativen Richtlinien des Übereinkommens machen genaue Angaben zur praktischen Umsetzung der Welterbekonvention und leiten die Vertragsstaaten an, wie das Übereinkommen anzuwenden ist. Dieses internationale Unterfangen schuf ein Bewusstsein dafür, dass es Denkmäler, aber auch Bauten oder Orte auf der ganzen Welt gibt, deren Erhalt im Interesse der gesamten Menschheit steht, da sie einzigartige Zeugnisse der Menschheitsgeschichte, Naturgeschichte und Kulturgeschichte darstellen. In der Folge wurden auch viele Staaten hinsichtlich dem Aufbau beziehungsweise der Verbesserung ihrer nationalen Bestimmungen zum Denkmalschutz tätig.
Dabei geht es international beim Denkmalschutz als Teil des Schutzes von Kulturgütern besonders darum, das besonders sensible kulturelle Gedächtnis, die gewachsene kulturelle Vielfalt, die geschichtlichen Hintergründe und die wirtschaftliche Grundlage eines Staates, einer Region oder einer Gesellschaft zu erhalten. Es besteht auch ein Zusammenhang zwischen der Zerstörung dieser Grundlagen und Fluchtursachen, wie Karl von Habsburg, Präsident von Blue Shield International, bei einem Kulturgutschutz-Einsatz im April 2019 im Libanon mit der United Nations Interim Force in Lebanon erläuterte: „Kulturgüter sind ein Teil der Identität der Menschen, die an einem bestimmten Ort leben. Zerstört man ihre Kultur, so zerstört man damit auch ihre Identität. Viele Menschen werden entwurzelt, haben oft keine Perspektiven mehr und flüchten in der Folge aus ihrer Heimat.“
Im Zusammenhang mit dem Klimaschutz und Umweltschutz kommt dem Denkmalschutz eine weitere Rolle zu, da der Erhalt bereits verbauter Materialien und Ressourcen dabei hilft, Emissionen und Abfälle zu reduzieren.
Basis des Denkmalschutzes ist das jeweilige Denkmalrecht der Staaten und gegebenenfalls der Länder, das festlegt, was ein Denkmal ist. Aufgabe der Denkmalschutzbehörden ist auch die Inventarisierung des Denkmalbestandes in Denkmallisten.

## Geschichte

Nische einer der zerstörten Buddha-Statuen von Bamiyan in Afghanistan (2005)

Seit Urzeiten existieren Bauwerke, die aufgrund ihres ästhetischen Reizes oder ihrer imposanten Dimensionen auch massive historische Gefährdungen durch Eroberungen, Änderung der herrschenden Religion etc. überdauern und weiter erhalten werden, häufig auch über Umwidmungen (Beispiele Pantheon in Rom, Hagia Sophia, Felsendom in Jerusalem, Mezquita von Córdoba). Hier ist aber höchstens von Vorformen des Denkmalschutzes zu sprechen. Die – vergebliche – Agitation zur Erhaltung der konstantinischen Basilika an der Stelle, wo sich heute der römische Petersdom befindet, berief sich bereits auf Unvordenklichkeit und Tradition und kann als Vorstufe modernen Denkmalschutzdenkens gelten, das aus dem Rationalismus der Aufklärung erwuchs. Vor allem die Französische Revolution mit ihrer staatlich geförderten Säkularisierung trug dazu bei, die Aura alter Bauwerke zu entsakralisieren und musealisieren.
Andererseits bewirkten die zerstörerischen Exzesse in Revolutionsepochen (Beispiel: Zerstörung der Klosteranlage von Cluny) und der Säkularisation anschließend im Rahmen der Restauration nach 1815 eine Zuwendung zur Tradition. In diesem Spannungsfeld entstanden im frühen 19. Jahrhundert die ersten Denkmalschutzgesetze. Eine weitere Traditionslinie des Denkmalschutzgedankens kommt aus der Heimatbewegung seit dem späten 19. Jahrhundert, die sich auch als zivilisationskritische Gegenbewegung zur industriellen Revolution und den damit einhergehenden Verstädterungsprozessen verstand.
Die frühesten Versuche zur Verhinderung weiterer Abrisse wertvoller Gebäude durch staatliche Verordnungen erfolgten in Hessen-Darmstadt (1818), Preußen (1821), Württemberg (1828) und Baden (1812/1837). Allerdings bezog sich der Denkmalschutzgedanke im frühen 19. Jahrhundert nur auf große Kirchen, Klöster und Burgruinen aus dem Mittelalter, dann auch auf mittelalterliche Rathäuser und Stadttore. 
Der Kreis als schutzwürdig geltender Bauten wurde seither Generation für Generation immer weiter ausgedehnt und erfasste in den 1890er Jahren auch Bauten der Barockzeit, seit den 1930er Jahren zudem Bauernhäuser und Altstadtensembles, seit den 1950er Jahren klassizistische Bauten und ab den 1970er Jahren Gründerzeithäuser und Industriebauten. Seit etwa dem Jahr 2000 richtet sich das Augenmerk der Denkmalerfassung auch auf bedeutende Bauten der Nachkriegsmoderne.

## Globalisierung
Einige gegenwärtige Diskussionen spielen sich dabei zum Teil bereits auf globalisierter Ebene ab, wie um das Weltkulturerbe und Aktivitäten der UNESCO und der ICOMOS. Als Bindeglied zwischen nationalen Vorgängen und internationalen Regelungen beziehungsweise militärischen Strukturen und zivilen Einrichtungen gilt Blue Shield International. Blue Shield und seine nationalen Organisationen haben dazu zum Beispiel Projekte bei den Kriegen im Irak, in Syrien, in Mali, in Ägypten und in Libyen, aber auch bei Naturkatastrophen wie in Haiti durchgeführt. Dabei wurden und werden gemeinsam mit lokalen Experten zum Schutz von Bauwerken vor Luftschlägen oder sonstigen militärischen Einwirkungen sogenannte „No-Strike-Listen“ erstellt, an die militärischen Konfliktparteien übermittelt und deren Einhaltung kontrolliert.
In Kriegen ist die Bewegungsfreiheit des Vereinte-Nationen-Personals wegen Sicherheitsbedenken deutlich eingeschränkt und daher wird Blue Shield aufgrund seiner Struktur als besonders geeignet angesehen um schnell, flexibel und autonom in bewaffneten Konflikten zu handeln. Als wichtig wird auch angesehen bei bewaffneten Konflikten Kulturerbe-Inspekteure hinzuschicken. Damit signalisiert man allen kämpfenden Parteien, dass die Internationale Gemeinschaft und die UN die illegale Zerstörung von Kulturerbe ernst nimmt und diejenigen vor Gericht bringen wird, die Zerstörung und Plünderung zu verantworten haben. Eine weitere wichtige Aufgabe zum Denkmalschutz von Blue Shield wird in seiner Überwachungs-/„early warning“-Funktion gesehen, die zugleich zur Vorbereitung von Unterstützungsaktionen unter der Ägide der UNESCO führen kann. Dabei ist die Etablierung eines Frühwarnsystems der Field Offices der Partnerorganisationen UNESCO und Blue Shield anzustreben und der VN-Generalsekretär ist bei Gefährdung des Kulturerbes und der kulturellen Vielfalt entsprechend zu informieren.

## Tag des Denkmals
In Staaten wie Frankreich, Deutschland oder Österreich wird ein Tag des Denkmals begangen. Der deutsche Tag des offenen Denkmals wird seit 1993 bundesweit durch die Deutsche Stiftung Denkmalschutz koordiniert, wobei der Aktionstag jährlich am zweiten Sonntag im September stattfindet. Die österreichischen Veranstaltungen haben sich aus der europäischen Kulturveranstaltung „European Heritage Days“ (EHD), entwickelt. In Österreich findet der Tag des Denkmals immer am letzten Sonntag des Monats September statt.

## Deutschland
In Deutschland ist das Denkmalrecht ein Teilgebiet des besonderen Verwaltungsrechts und befasst sich mit der rechtlichen Definition und dem Schutz von Kulturdenkmalen, dem Umgang mit ihnen und mit der finanziellen Förderung denkmalgerechter Instandsetzung. Strafrechtlich werden öffentliche Kulturdenkmäler gegen eine dann als Gemeinschädliche Sachbeschädigung bewertete unbefugte Zerstörung, Beschädigung oder erhebliche, nicht nur vorübergehende Veränderung des Erscheinungsbildes geschützt.

### Geschichtliche Entwicklung
Denkmalschutz forderte Art. 150 der Verfassung des Deutschen Reichs (Weimarer Verfassung) vom 11. August 1919 ein: „Die Denkmäler der Kunst, der Geschichte und der Natur sowie die Landschaft genießen den Schutz und die Pflege des Staates“. Vorher war bereits mit dem Gesetz, den Denkmalschutz betreffend vom 16. Juli 1902 im Großherzogtum Hessen das erste moderne, kodifizierte Denkmalschutzgesetz Deutschlands verabschiedet. In Sachsen erging 1909 das Gesetz gegen Verunstaltung von Stadt und Land (Verunstaltungsgesetz), dem 1934 das in der Weimarer Republik entwickelte Gesetz zum Schutze von Kunst-, Kultur- und Naturdenkmalen (Heimatschutzgesetz) folgte.
In der DDR wurden seit 1952 Gesetze und Verordnungen über die Erhaltung, Pflege und den Schutz von Denkmalen erlassen, siehe Denkmalschutz in der DDR.
In der Bundesrepublik Deutschland haben seit 1949 nach dem Grundgesetz die Länder die Kulturhoheit (Art. 70 i. V. mit Art. 72 bis 74 GG). 1975 besaß die Mehrzahl der Bundesländer noch keine eigenen Denkmalschutzgesetze. Für entsprechende Gesetzgebungsverfahren setzte sich im Zuge der Kampagne zum Europäischen Denkmalschutzjahr 1975 (offiziell: Europäisches Jahr des Architekturerbes, European Architectural Heritage Year (EAHY)) das Deutsche Nationalkomitee für Denkmalschutz (damals noch Deutsches Nationalkomitee zur Vorbereitung des Denkmalschutzjahres 1975) ein.
Zur Entstehung und Entwicklung seit dem 19. Jahrhundert siehe beispielhaft: Entwicklung des Denkmalschutzes in Sachsen.

### Internationaler Kulturguttransfer
Zum Denkmalrecht gehören Regelungen zum Handel und Verkehr mit beweglichen Kulturdenkmälern. Sie betreffen heute weitgehend nur noch den grenzüberschreitenden Handel mit Kulturgütern. Durch entsprechende EU-Vorschriften gilt hier die Freiheit des gemeinsamen Marktes nur eingeschränkt. Der Schutz zielt oft auf den Verbleib des Kulturguts im jeweiligen Nationalstaat.
Seit 2016 finden sich bundesgesetzliche Regeln im Gesetz zum Schutz von Kulturgut (Kulturgutschutzgesetz – KGSG).
Vor 2016 fanden sich Bestimmungen dazu in mehreren bundesdeutschen Gesetzen, nämlich zur:
- Ausfuhr im Gesetz zum Schutz deutschen Kulturgutes gegen Abwanderung (KultgSchG)[19] und
- Einfuhr im
  - Kulturgüterrückgabegesetz[20], das Exportrestriktionen anderer Staaten schützte und diesen ermöglichte, den Besitz dort unrechtmäßig abhanden gekommenen Kulturguts zurückzuerlangen,
  - § 20 KultgSchG, der die Rechtsgrundlage bildete für Rechtsverbindliche Rückgabezusagen, ein wichtiges Instrument für die vorübergehende Ausleihe von Kulturgut für Ausstellungen, und
  - Gesetz zur Ausführung der Konvention vom 14. Mai 1954 zum Schutz von Kulturgut bei bewaffneten Konflikten[21], welches die Haager Konvention in Bezug auf bewegliches Kulturgut umsetzte.

### Arten der Kulturdenkmale
Unterschieden wird zwischen

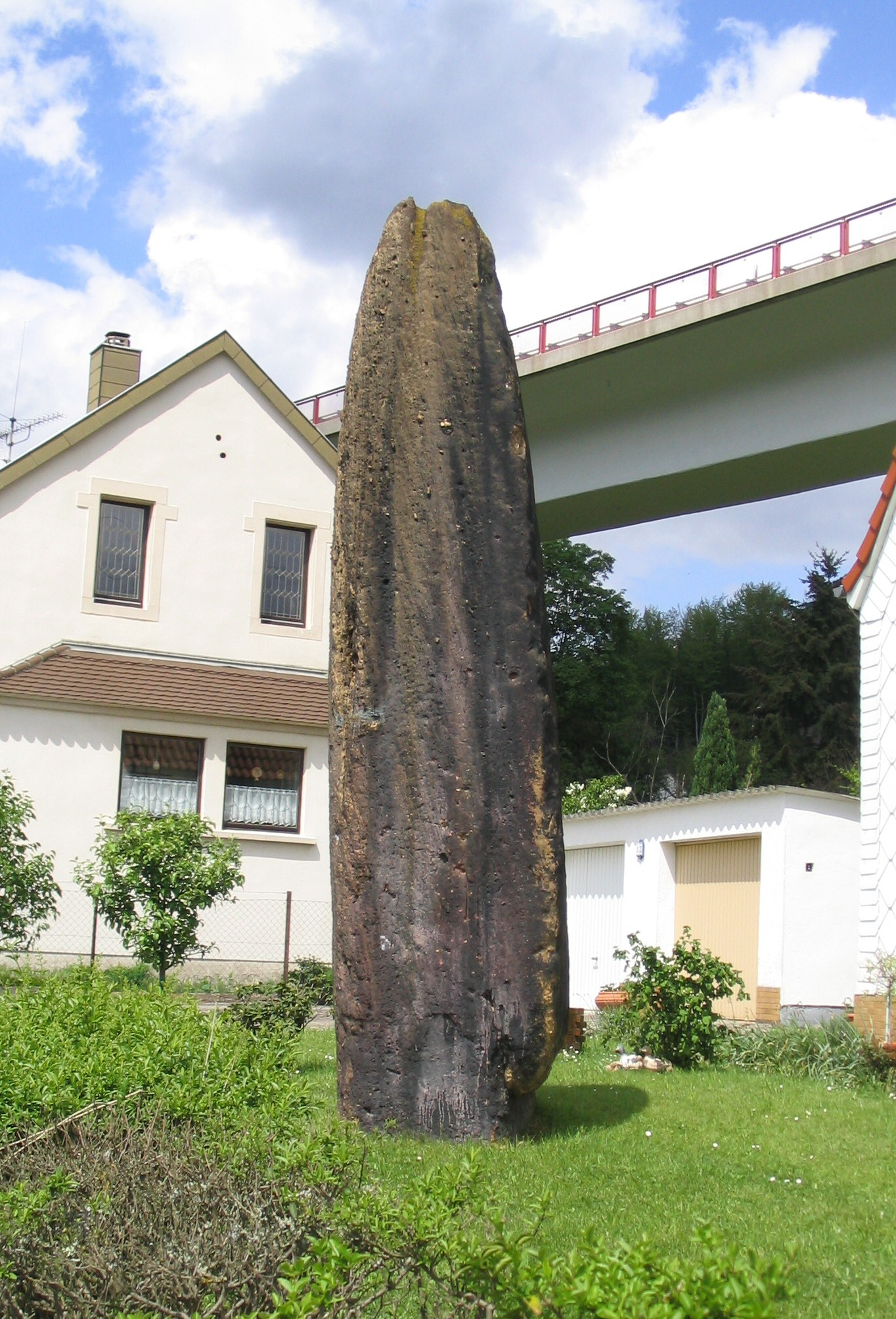
Der Spellenstein, ein unter Denkmalschutz stehender Menhir in Rentrisch/St. Ingbert

- unbeweglichen, also nach deutschen Rechtsverständnis mit dem Boden und damit dem Grundstück verbundenen Denkmalen wie
  - Bodendenkmalen,
  - Baudenkmalen und Gartendenkmalen oder
  - Gesamtanlagen wie Flächendenkmalen und Ensembles oder
- Beweglichem wie Museumsgut, Archivalien, Dampfeisenbahnen oder Schiffen.

Das Denkmalrecht kennt unterschiedliche Vorschriften für Boden- und Baudenkmäler, da Baudenkmäler in der Regel sichtbar sind und daher in ihren Belangen leichter berücksichtigt werden können als Bodendenkmäler, die oft unbekannt sind und erst im Laufe einer Baumaßnahme ans Tageslicht treten. Denkmalschutzgesetze werden in erster Linie auf unbewegliche Denkmäler angewandt. Die Vollzugsdichte des Denkmalrechts bei beweglichen Denkmälern ist relativ gering.

### Denkmalschutzgesetze
Soll Denkmalschutz dem in Art. 14 Absatz 1 Satz 1 GG garantierten Eigentumsrecht Schranken setzen, verlangt der anschließende Satz 2 dafür ein Gesetz. Aufgrund der Kulturhoheit der Länder (Art. 30 GG) ist die Denkmalschutz-Gesetzgebung Sache der 16 Länder:

#### Liste der 16 Landesdenkmalschutzgesetze

Die Denkmalschutzgesetze der deutschen Länder nutzen für die Mehrzahl des Wortes Denkmal:
Denkmale
Denkmäler

- Denkmalschutzgesetz (Baden-Württemberg) (DSchG BW)
- Bayerisches Denkmalschutzgesetz (BayDSchG)
- Denkmalschutzgesetz Berlin (DSchG Bln)
- Brandenburgisches Denkmalschutzgesetz (BbgDSchG)
- Denkmalschutzgesetz (Bremen) (BremDSchG)
- Denkmalschutzgesetz (Hamburg) (DSchG HA)
- Hessisches Denkmalschutzgesetz (HDSchG)
- Denkmalschutzgesetz (Mecklenburg-Vorpommern) (DSchG M-V)
- Niedersächsisches Denkmalschutzgesetz (NDSchG)
- Denkmalschutzgesetz (Nordrhein-Westfalen) (DSchG NW)
- Denkmalschutzgesetz (Rheinland-Pfalz) (DSchG)
- Saarländisches Denkmalschutzgesetz  (SDSchG)
- Sächsisches Denkmalschutzgesetz (SächsDSchG)
- Denkmalschutzgesetz des Landes Sachsen-Anhalt (DenkmSchG LSA)
- Denkmalschutzgesetz (Schleswig-Holstein) (DSchG SH)
- Thüringer Denkmalschutzgesetz (ThürDSchG)

Die aktuellen Versionen des jeweils gültigen Denkmalschutzgesetzes für jedes Land sind auf den Internetseiten der Landesämter für Denkmalpflege und der Obersten Denkmalschutzbehörden abrufbar.

#### Zwei Systeme ihrer Wirksamkeit
Es gibt zwei je nach Land unterschiedliche Systeme der Rechtswirksamkeit des Denkmalschutzes:
1. Im nachrichtlichen System' (auch: ipso-jure-System, deklaratives System) stellt das Gesetz grundsätzlich alle Objekte, welche die im Gesetz definierten Kriterien erfüllen, als Denkmal unter Schutz. Dies gilt auch, wenn die Objekte noch im Boden unentdeckt sind oder in der Flur nicht aufgefunden werden können. Denkmallisten haben dann nur informellen, nachrichtlichen Charakter.
2. Im konstitutiven System definiert das Denkmalschutzgesetz, welche Bedingungen erfüllt sein müssen, damit ein Objekt durch Verwaltungsakt der zuständigen Behörde zum Kulturdenkmal erklärt werden kann. Alle Objekte, die in gesonderten Denkmallisten aufgeführt sind, sind als Denkmal geschützt. Dies erzeugt beim Eigentümer, der sich an Auflagen zu halten hat, Rechtssicherheit, jedoch erfordert die Erstellung und regelmäßige Aktualisierung einen höheren Aufwand als das nachrichtliche System. Für Regionen oder Denkmalkategorien, in denen noch erhebliche Inventarisationsdefizite bestehen, wie z. B. bei den Gartendenkmalen, ist dieses System unter dem Schutzgesichtspunkt nachteilig. Ein Ausweg sind die Schnellerfassungslisten, die in den 1990er Jahren in Ostdeutschland erstellt wurden.

In beiden Systemen gibt es Denkmallisten.

#### Vergleich der Landesgesetzgebung
Die Begriffe Kulturdenkmal, Denkmal, Denkmalpflege und Denkmalschutz definieren die Landesgesetze unterschiedlich. Sie alle erkennen im Denkmalschutz jedoch ein Öffentliches Interesse und befassen sich mit dem Schutz der Kulturdenkmäler in ihrem Land.
Sie unterscheiden sich bei der Definition ihres Gegenstandes. Die Denkmalschutzgesetze von Baden-Württemberg, Berlin, Bremen, Niedersachsen, Rheinland-Pfalz, Saarland, Sachsen, Sachsen-Anhalt, Schleswig-Holstein und Thüringen definieren das Kulturdenkmal als etwas, das im öffentlichen Interesse dauernd erhalten wird. Die Denkmalschutzgesetze von Bayern, Berlin, Brandenburg, Hamburg, Mecklenburg-Vorpommern und Nordrhein-Westfalen definieren auf gleiche Weise den Begriff Denkmal.
Als Kriterium für die Einstufung als Kulturdenkmal bzw. Denkmal nennen die Gesetze von Baden-Württemberg, Bremen, Hessen, Mecklenburg-Vorpommern, Rheinland-Pfalz, Saarland und Thüringen bestimmte Gründe. Dagegen erfordern die Gesetze von Bayern, Berlin, Brandenburg, Hamburg, Niedersachsen, Sachsen, Sachsen-Anhalt und Schleswig-Holstein, dass die Kulturdenkmäler von Bedeutung für bestimmte Bereiche sind. In Sachsen-Anhalt und Schleswig-Holstein ist darüber hinaus die besondere Bedeutung erforderlich. In Nordrhein-Westfalen wird beides gefordert.
Die Gebiete, auf denen die Begründung gegeben sein muss oder für die das Denkmal bedeutsam sein muss und die damit die Denkmaleigenschaft und den Denkmalwert begründen, sind:
- Arbeits- und Produktionsverhältnisse, Entwicklung der: Nordrhein-Westfalen
- Dorfbildpflege, historische: Thüringen
- Geschichte: Bayern, Berlin, Brandenburg, Hamburg, Hessen, Mecklenburg-Vorpommern, Niedersachsen, Nordrhein-Westfalen, Rheinland-Pfalz, Saarland, Sachsen, Sachsen-Anhalt, Schleswig-Holstein, Thüringen
- Heimatgeschichte: Baden-Württemberg, Bremen
- Kultur: Sachsen-Anhalt
- Kulturlandschaft: Schleswig-Holstein
- Kult: Sachsen-Anhalt
- Kunst: alle Länder
- Landschaftsgestaltung: Sachsen
- Städtebau: Bayern, Berlin, Brandenburg, Hamburg (Bewahrung charakteristischer Eigenheiten des Stadtbildes), Hessen, Mecklenburg-Vorpommern, Niedersachsen, Nordrhein-Westfalen (auch: Städte und Siedlungen), Rheinland-Pfalz, Saarland, Sachsen, Sachsen-Anhalt, Schleswig-Holstein, Thüringen
- Technik: Brandenburg, Bremen (Technikgeschichte), Hessen, Sachsen-Anhalt (technisch-wirtschaftlich), Schleswig-Holstein, Thüringen
- Volkskunde: Bayern, Brandenburg, Mecklenburg-Vorpommern, Nordrhein-Westfalen, Thüringen
- Wirtschaft: Sachsen-Anhalt (technisch-wirtschaftlich)
- Wissenschaft: alle Länder

#### Spezialgesetze
Spezialgesetze sind die Archivgesetze, das Gesetz zum Schutz von Kulturgut, das Fideikommissabwicklungsrecht und Gesetze, die spezielle Gegenstände schützen. Dazu zählt das Archivrecht mit einer erheblichen Schnittmenge mit dem Datenschutzrecht. Eine Schnittmenge gibt es mit dem Naturschutzrecht, soweit Gartendenkmalpflege oder der Schutz von Kulturlandschaften betroffen sind.

### Interessenkonflikte

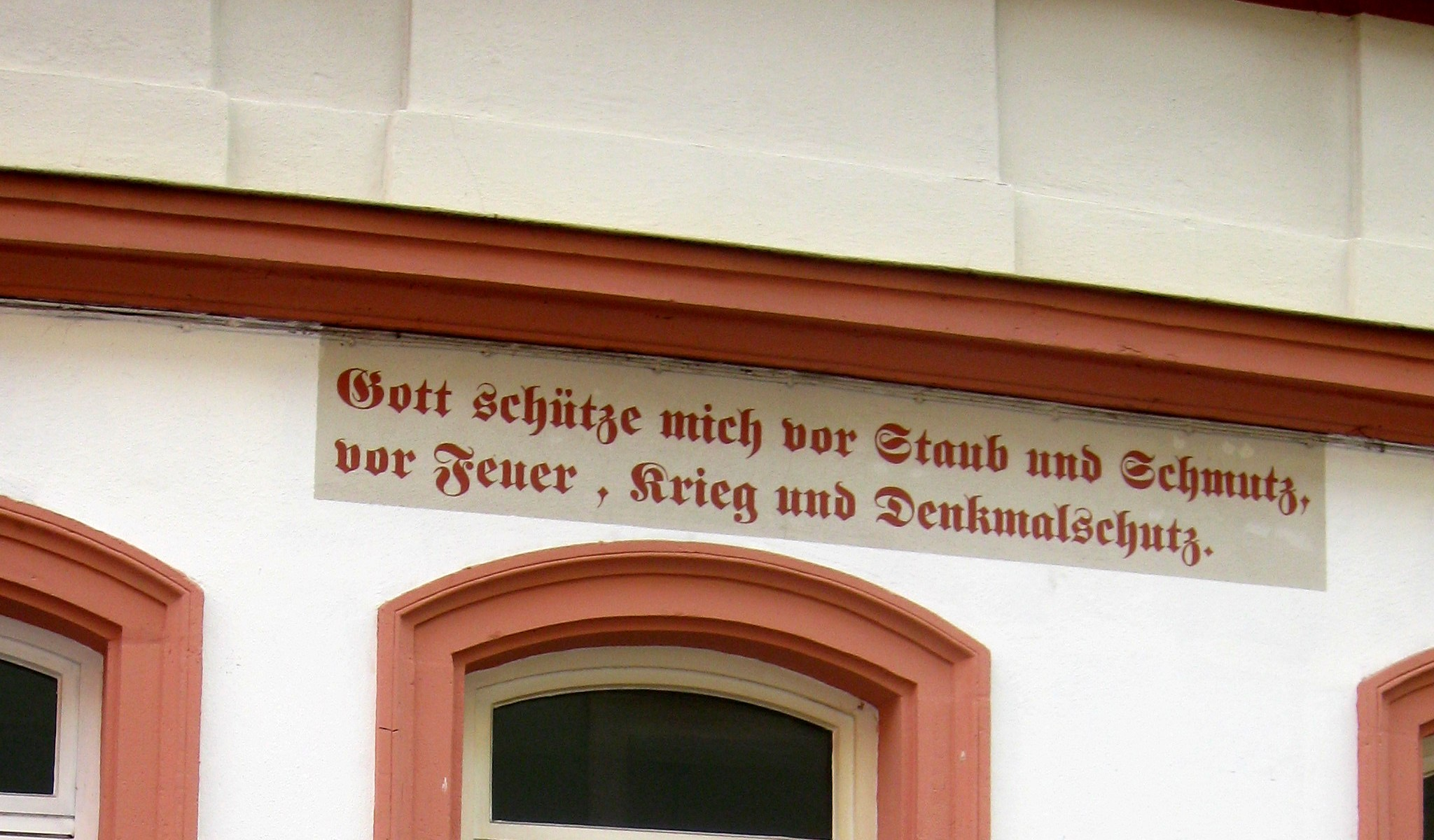
Hauseigentümer empfinden den Denkmalschutz oft als Bürde – wie hier in Bamberg

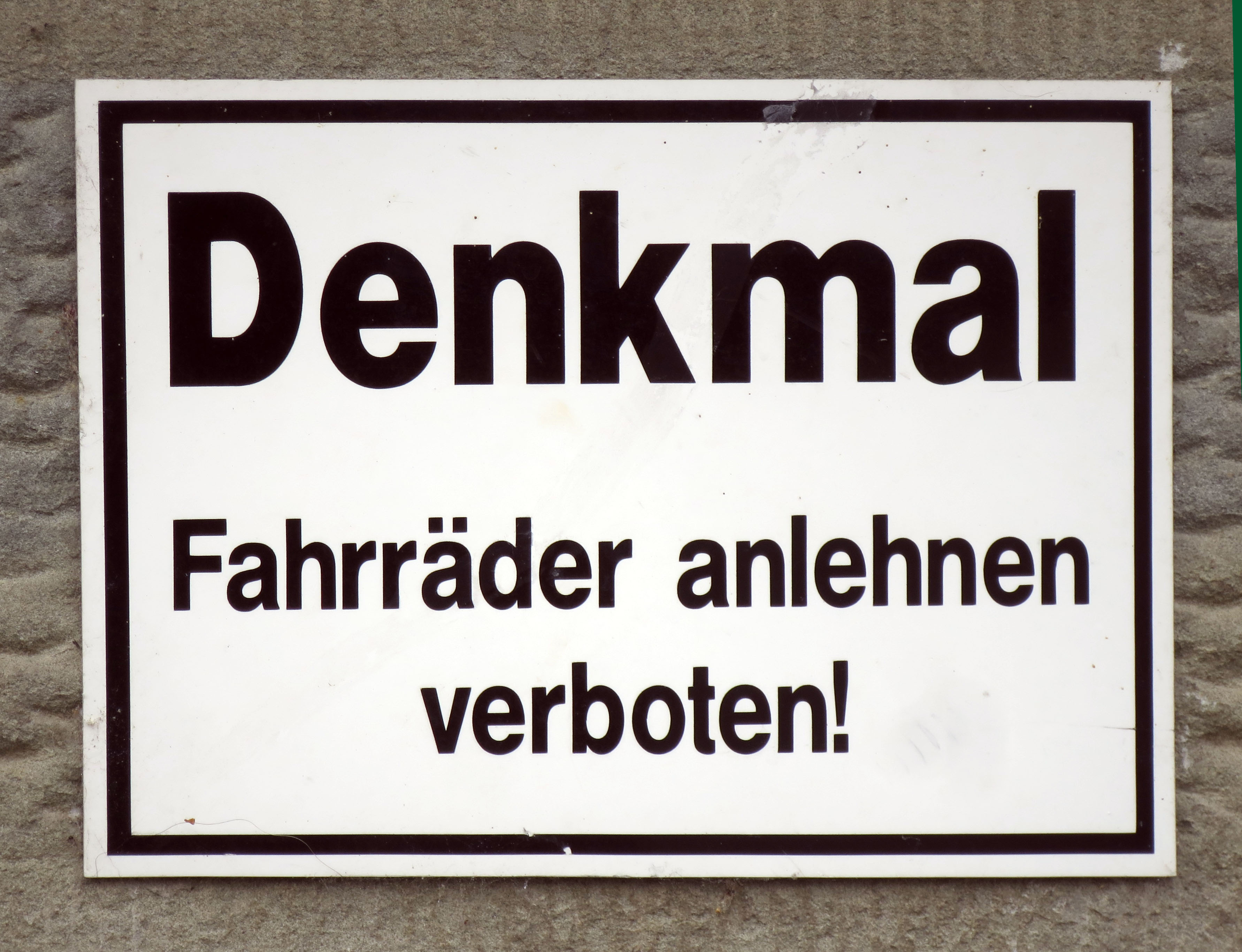
Die Konfliktfelder sind vielfältig …

Nach Angaben der Vereinigung der Landesdenkmalpfleger gibt es in Deutschland rund eine Million Immobilien, die unter Denkmalschutz stehen. Die Denkmaleigenschaft belastet in der Regel die Denkmaleigentümer, weil sie aufgrund des entsprechenden Denkmalschutzgesetzes zum Erhalt ihres Denkmals verpflichtet sind. Das kann eine erhebliche finanzielle Belastung darstellen und Eigentümer in ihrem Eigentumsrecht beschränken. Dies ist aber nur im Rahmen des Zumutbaren rechtlich zulässig. Die Sonderbelastung des Denkmaleigentümers beruht auf Art. 14 Abs. 2 Satz 2 Grundgesetz, der Sozialbindung des Eigentums. Häufig kollidiert der Denkmalschutz aber auch mit den Interessen einer wirtschaftlichen Nutzung, insbesondere auch unter dem Gesichtspunkt der Heizkosten. So sind unter Denkmalschutz stehende Wohnhäuser im Unterhalt wesentlich teurer, was oft dazu führt, dass überhaupt keine Erhaltungsmaßnahmen mehr durchgeführt werden, um darauf zu warten, bis zum Beispiel Holzwürmer das „Problem der alten Fenster“ lösen. Dafür ist die Sanierung oft wesentlich günstiger, da viele Regelungen z. B. zu erreichenden Energiestandards nicht eingehalten werden müssen: So muss ein Denkmal kein Niedrigenergiehaus werden.

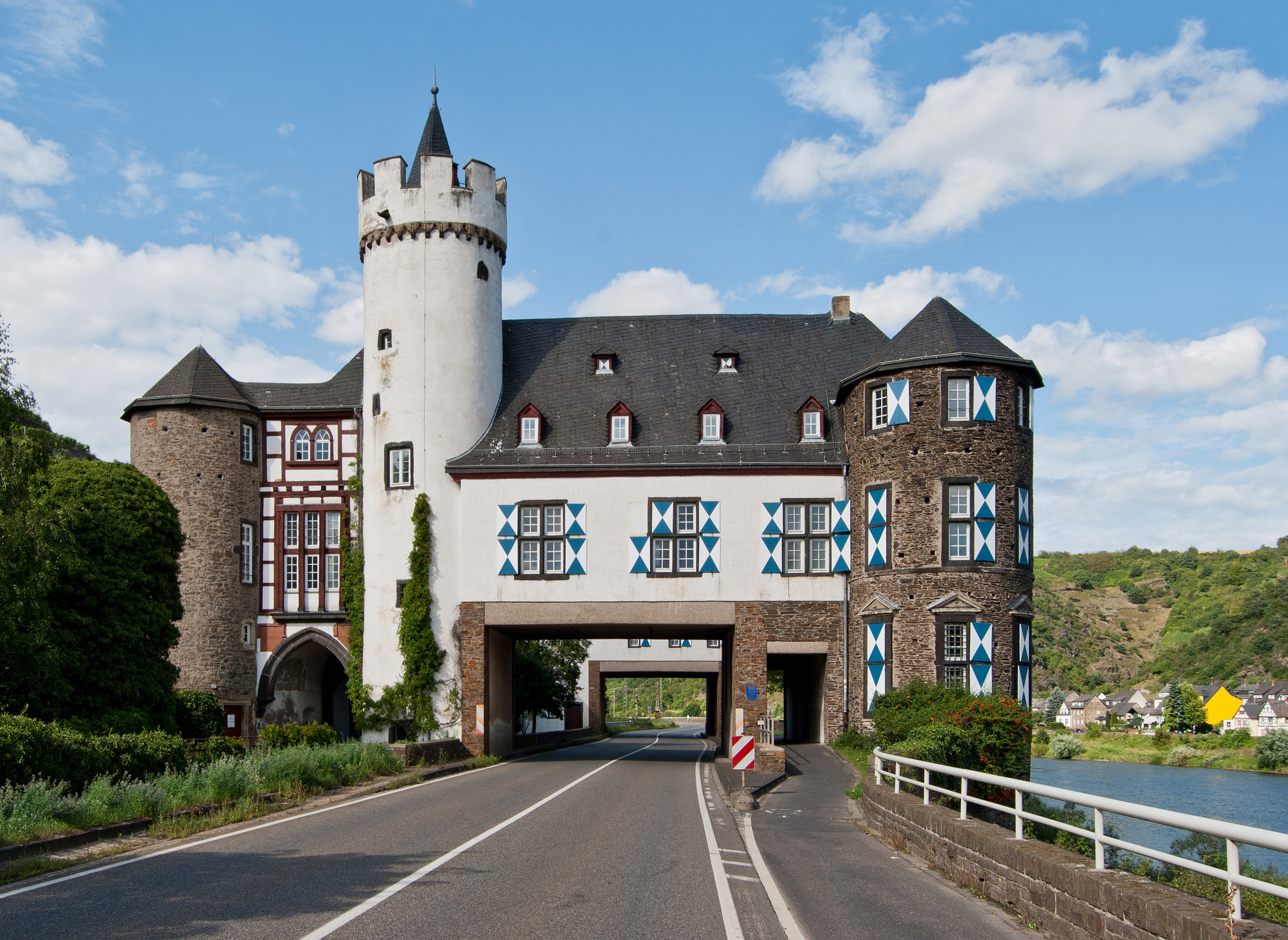
Straßendurchbruch an der Oberburg in Gondorf

Denkmalschutz kann auch mit allen anderen gesellschaftlichen und privaten Interessen in Konflikt geraten. So wurde z. B. der Lehrter Stadtbahnhof zugunsten des Neubaus des Berliner Hauptbahnhofs abgerissen. Andernorts gelten unter Denkmalschutz gestellte Kopfsteinpflasterstraßen als Ärgernis oder Hürde für Radfahrer sowie Rollstuhlfahrer. Ferner ist hier eine Quelle für zusätzlichen Straßenverkehrslärm. Als ein „Öffentliches Interesse“ ist es in einer entsprechenden Entscheidung (denkmalpflegerischen Genehmigung, Baugenehmigung, Planfeststellung) mit den anderen Interessen abzuwägen. Auf die Zumutbarkeit der Entscheidung für den Eigentümer ist auch in diesem Fall zu achten. Nicht immer gelingt eine befriedigende Konfliktlösung. So kommt es bisweilen zu grotesken Kompromissen wie etwa dem Straßendurchbruch an der Oberburg in Gondorf zugunsten einer Bundesstraße (siehe Abbildung).
Im Umgang mit Baudenkmälern offenbaren sich auch dann Probleme, wenn Denkmalbehörden die Belange des Denkmalschutzes nicht gegen wirtschaftliche Interessen durchsetzen können. „… und so verschwand hinterrücks und rechtswidrig auch manches Denkmal. Manchmal setzt sich aber auch einfach ein Landrat über die Denkmalschützer hinweg und beschließt den Abbruch …“ (Hanno Rauterberg: Ein Land auf Abriss.) Baudenkmäler werden häufig nicht denkmalgerecht instand gesetzt, sondern „energetisch saniert“ oder sie werden so zweckentfremdet, dass die Bausubstanz dem veränderten Bestimmungszweck nicht entsprechen kann. Viele dieser „Verbesserungen“ dienen auch aus der Sicht der Denkmalpfleger eher den Unternehmern als der Sache. Zu den am stärksten gefährdeten Bauteilen an Baudenkmälern zählen historische Fenster. Die so genannte energetische Ertüchtigung historischer Fensterbestände wird oft von Denkmalbehörden in Unkenntnis der bauphysikalischen Zusammenhänge im historischen Gebäude genehmigt, obwohl der irreversible Eingriff in die Konstruktion der Fenster nicht den Denkmalschutzgesetzen der Länder entspricht und die Maßnahme gemäß § 24 Energieeinsparverordnung bei Baudenkmälern ohnehin keine Anwendung findet. Bei einer Zugrundelegung der gesamten Investitionskosten der Maßnahmen für eine energetische Sanierung einschließlich der Nutzungsdauer muss die Maßnahme gemäß § 5 Energieeinsparungsgesetz (EnEG) zudem als unwirtschaftlich abgelehnt werden.

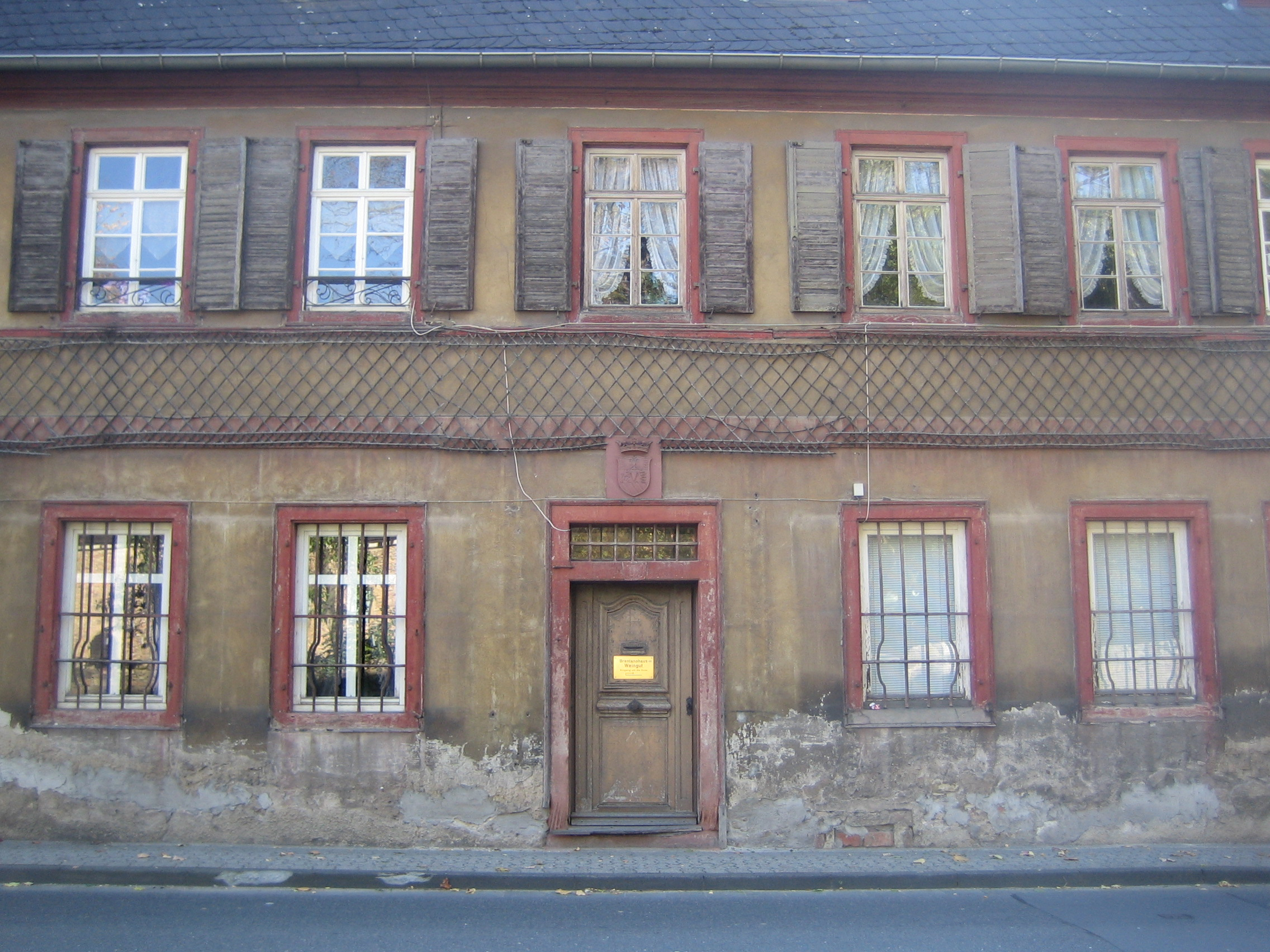
„Fenstersanierung“ am Brentanohaus in Winkel im Rheingau: restaurierungsfähige und restaurierungswürdige Fenster im Obergeschoss rechts

Der Unkenntnis über die bauphysikalischen Eigenschaften historischer Einfachfenster im Zusammenwirken mit der traditionellen Strahlungsheizung in Altbauten (dezentrale Einzelöfen, zentrale Kachelöfen) oder modernen Strahlungsheizungen sind jahrzehntelang viele Fensterbestände zum Opfer gefallen. (Näheres zu bauphysikalischen Eigenschaften historischer Fenster im Hauptartikel Fensterinstandsetzung) Als Ausdruck eines Interessenkonfliktes im Bereich Denkmalschutz kann der fragwürdige Gebrauch und die dadurch entstandene Bedeutungsverschiebung des Wortes Fenstersanierung dienen. Heute muss die denkmalgerechte, klar definierte Fensterinstandsetzung, bzw. Fensterrestaurierung von der unpräzisen und mehrdeutigen Fenstersanierung unterschieden werden. Irreversible Veränderungen, die in die Substanz historischer Fenster eingreifen oder diese sogar entfernen, werden heute als Fenstersanierung bezeichnet und sind damit nicht mit den Rechtsgrundlagen des Denkmalschutzes in den deutschen Ländern vereinbar. Berechtigten Interessen einer Veränderung von Baudenkmälern seitens der Eigentümer ist nach den Denkmalschutzgesetzen der Länder jedoch Rechnung zu tragen. Hier wird der „… ideologisch-puristische Kern [des deutschen Denkmalschutzes] …“ (Jens Jessen: Gefährlicher Eifer – Über die Denkmal-Ideologie.) von manchen Eigentümern als Gängelung wahrgenommen.
Maßnahmen des Denkmalschutzes müssen also verschiedenste Gesichtspunkte berücksichtigen – zum Teil mit negativen Folgen, wenn die Ansprüche von Denkmalschutzvorhaben zurückgefahren werden müssen, um mit der Zumutbarkeit nicht in Konflikt zu geraten, oder auch mit positiven Folgen, wenn Denkmalschutz als wirtschaftlicher weicher Standortfaktor gesehen wird, Tourismus fördert oder sich positiv auf die Vermarktung von Objekten auswirkt.
Besonders schwer fällt immer noch die Behandlung von Denkmälern aus der NS-Zeit. So wird verschiedentlich trotz Denkmaleigenschaft auf die Eintragung in die Denkmalliste verzichtet, um keine „Weihestätten“ zu schaffen. Dies führt auf der anderen Seite zum Verlust von Denkmälern, mangels Dokumentation der Denkmaleigenschaft, wie z. B. im Fall des Platterhofes in Obersalzberg.

### Staatliche Maßnahmen
Der Staat gewährleistet Denkmalschutz durch Rechtsvorschriften, Genehmigungen, Auflagen, Förderprogramme und Steuergesetze. Der Gesetzgeber hat in zahlreichen Gesetzen (z. B. einzelnen Landesverfassungen, den Denkmalschutzgesetzen der Länder, dem Raumordnungsgesetz) dem Denkmalschutz einen besonderen Stellenwert eingeräumt.
Bei hochwertigen oder gefährdeten Denkmalen ist in einigen Ländern eine Enteignung zugunsten des Landes möglich. Davon wird aber wegen der Kosten für die Enteignungsentschädigung in der Praxis kein Gebrauch gemacht.
In geförderten Sanierungsgebieten unterstützen die Gemeinden durch die Bund/Länder-Programme zur Städtebauförderung und zum Städtebaulichen Denkmalschutz die Sanierung gefährdeter Gebäude.

#### Denkmalförderung
Nach der Kompetenzverteilung zwischen Bund und Ländern gehören Denkmalschutz und Denkmalpflege zu den originären Aufgaben der Länder, welche diesen Bereich entsprechend den Länder-Denkmalschutzgesetzen inhaltlich und administrativ zu bestimmen haben. Der Bund hat hier im Wesentlichen nur eine Mitfinanzierungskompetenz aus der Natur der Sache bei der Erhaltung und Restaurierung von national wertvollen Kulturdenkmälern oder aufgrund spezieller Rechtsvorschriften, wie beispielsweise dem Einigungsvertrag oder Verwaltungsvereinbarungen mit den Ländern über die Gewährung von Finanzhilfen. Seit 1950 fördert der Bund aus seinem Förderprogramm National wertvolle Kulturdenkmäler die Erhaltung on Baudenkmälern, archäologischen Stätten und historischen Parks und Gärten, wenn sie herausragende kulturelle, politische, geschichtliche, architektonische, städtebauliche oder wissenschaftliche Leistungen des Gesamtstaates deutlich machen oder für die kulturelle oder historische Entwicklung der deutschen Kulturlandschaften entscheidend sind. Von 1950 bis 2020 wurden aus diesem Programm über 700 Kulturdenkmäler der genannten Art mit insgesamt rund 387 Millionen Euro gefördert. Zuständig bei der Förderung mit Bundesmitteln ist seit 1998 der bzw. die Beauftragte der Bundesregierung für Kultur und Medien.

#### Kennzeichnung von Denkmälern

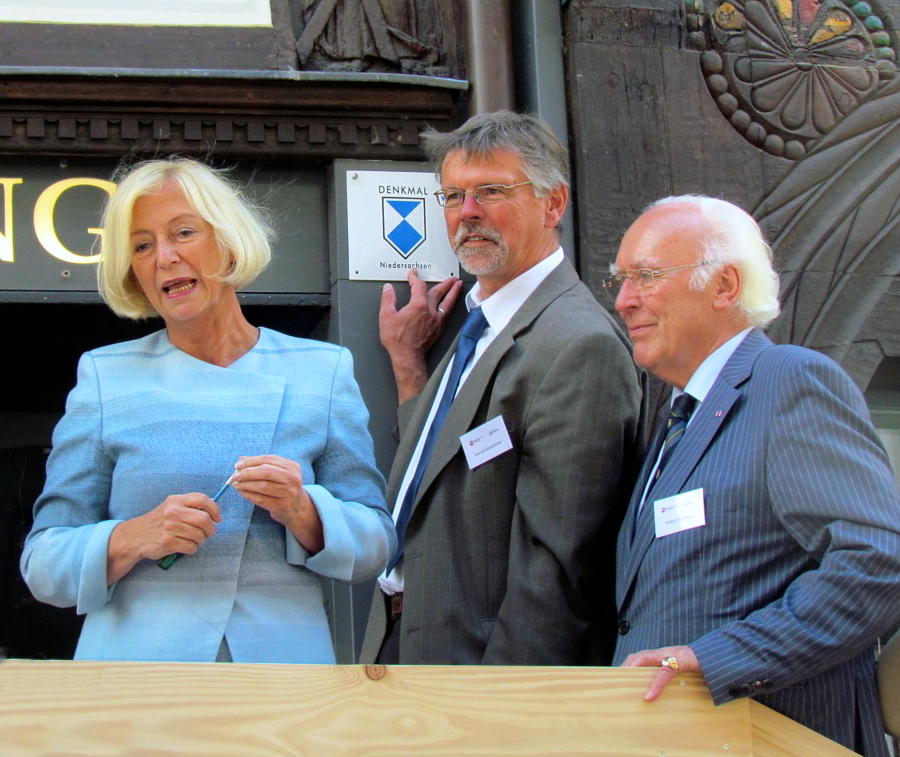
Anbringen der ersten Denkmalschutzplakette (2012) in Niedersachsen durch die damalige Landesministerin Johanna Wanka am Eickeschen Haus in Einbeck

Eine Denkmalplakette, deren Symbol von der Kennzeichnung der Haager Konvention zum Schutz von Kulturgut bei bewaffneten Konflikten (1954) abgeleitet ist, wird in verschiedenen Ländern zur Kennzeichnung der Kulturdenkmäler genutzt. Demselben Zweck dienen in Nordrhein-Westfalen und Hessen Plaketten mit der Aufschrift „Denkmal“ (Nordrhein-Westfalen) und „Kulturdenkmal“ (Hessen) und dem jeweiligen Landeswappen. Die Denkmalplaketten werden von den Denkmalbehörden ausgegeben. Die Kennzeichnung von Kulturgut mit dem Schutzzeichen der Konvention selbst ist bisher allerdings nur in den Ländern Bayern, Hessen und Rheinland-Pfalz sowie, auf Grund der Dritten Durchführungsbestimmung zum Denkmalpflegegesetz der DDR von 1975, in den ostdeutschen Ländern weit verbreitet. In Niedersachsen gab es ein derartiges Schild von 2012 bis 2017, das 2018 von einem weißen Schild mit dem Landeswappen (Niedersachsenross) abgelöst wurde.

Denkmalplakette in verschiedenen deutschen Bundesländern, ehem. Denkmalkennzeichnung in der DDR
Denkmalplakette in Nordrhein-Westfalen
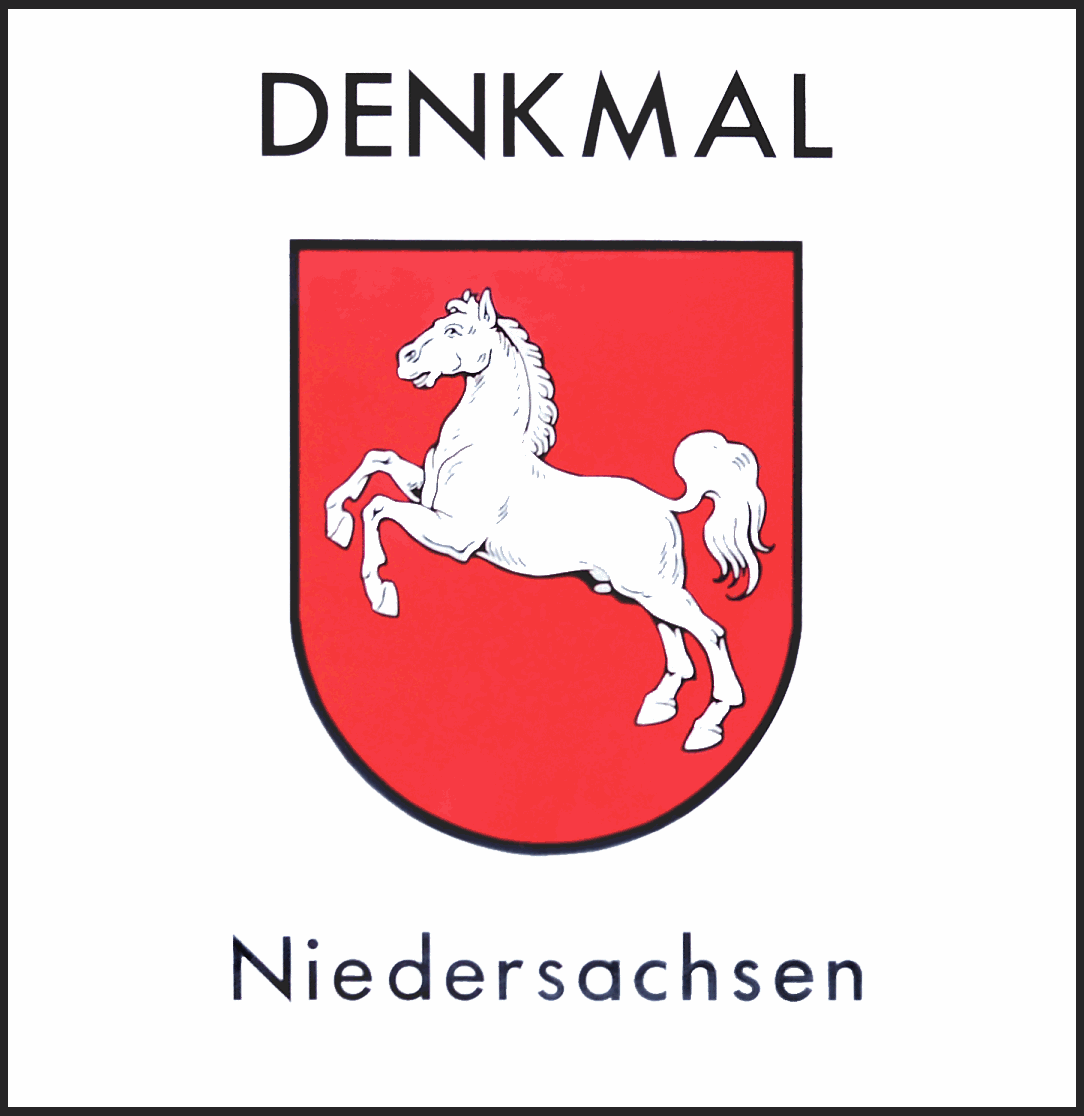
Denkmalplakette in Niedersachsen (ab 2018)

#### Behörden
Je nach Land, teils abhängig von dessen Größe, ist Denkmalschutz als einstufige Verwaltung (z. B. Saarland), zweistufige Verwaltung (z. B. Hessen) oder dreistufig (z. B. Baden-Württemberg) organisiert.
Denkmalrechtliche Genehmigungen erteilt in der Regel die Untere Denkmalschutzbehörde. Diese ist in der Regel bei den kreisfreien Städten sowie Landkreisen angesiedelt (Ausnahme: Nordrhein-Westfalen, dort ist es die Gemeinde). Oberste Denkmalschutzbehörde mit der Funktion einer Fachaufsicht ist das zuständige Ministerium (in Stadtstaaten der zuständige Senator).
Außerhalb dieser Hierarchie von Unterer und Oberer/Oberster Denkmalschutzbehörde gibt es in den meisten Ländern als Denkmalfachbehörde ein Landesamt für Denkmalpflege (im Einzelnen mit leicht abweichender Bezeichnung). Dort wird landesweit denkmalpflegerisches Fachwissen (auch in Archiven, Bibliotheken, Werkstätten usw.) zusammengefasst, das aus Kostengründen nicht bei jeder einzelnen Denkmalschutzbehörde vorgehalten werden kann. In einigen Bundesländern ist das Landesamt auch in die Genehmigungsvorgänge eingebunden, weil die unteren Denkmalschutzbehörden ihre Entscheidungen im Einvernehmen oder im Benehmen mit der Denkmalfachbehörde aussprechen müssen.

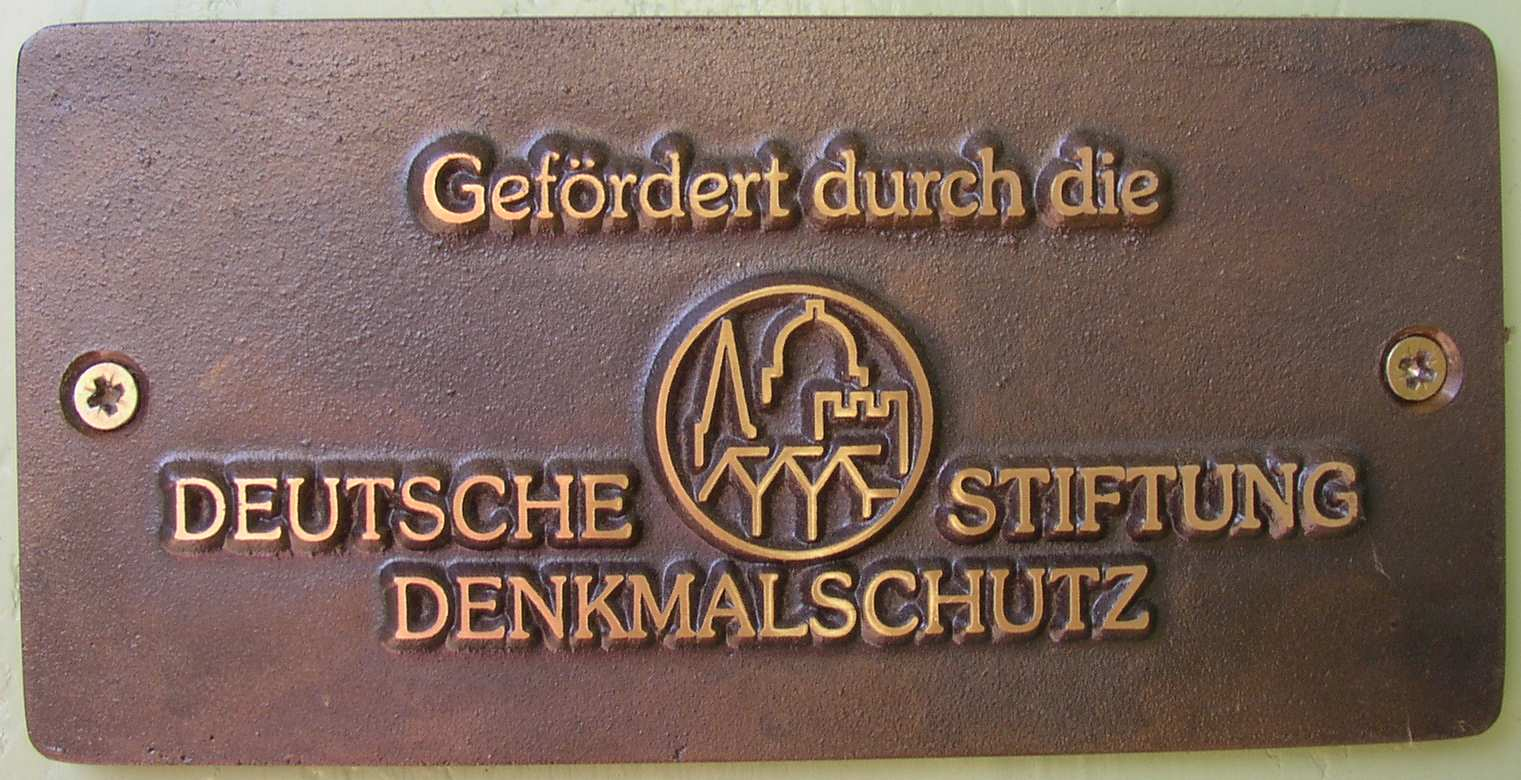
Plakette an Förderprojekten

#### Private Initiative
Denkmalschutz funktioniert in der Regel – trotz aller durch die Denkmalschutzgesetze vorgegebenen Zwangsmöglichkeiten – nur, wenn staatliche Stellen und Denkmaleigentümer zusammenarbeiten. Deshalb ist es für den Denkmalschutz wichtig, die Öffentlichkeit – und insbesondere die Eigentümer der Denkmäler – für die Bedeutung der Erhaltung des kulturellen Erbes zu sensibilisieren und Interesse für die Belange der Denkmalpflege zu wecken. Besonders aktiv sind hier die Deutsche Stiftung Denkmalschutz, die Interessengemeinschaft Bauernhaus und das Denkmalnetz Bayern.

#### Besonderheiten für Bodenfunde
Auch die Bodendenkmäler sind je nach Land unterschiedlich definiert. Alle Denkmalschutzgesetze umfassen archäologisches Kulturgut, einige auch – über eine Legalfiktion – paläontologische Denkmäler.
In den meisten Ländern gibt es für Bodenfunde ein Schatzregal, das inhaltlich sehr unterschiedlich ausgestaltet ist. Es räumt dem Staat das Eigentum an (ausgewählten) Bodenfunden ein.

#### Steuervorteile und Zuschüsse
- Bei vermieteten Baudenkmalen: Die Investition in eine unter Denkmalschutz stehende Immobilie wird durch besondere steuerliche Anreize unterstützt. Von den Herstellungskosten für Baumaßnahmen, die nach Art und Umfang zur Erhaltung des Gebäudes als Baudenkmal oder zu seiner sinnvollen Nutzung erforderlich sind, können im Jahr der Herstellung und in den folgenden 7 Jahren jährlich bis zu 9 % – danach 4 Jahre lang jährlich bis zu 7 % abgeschrieben werden (§ 7i EStG). Der Altbauanteil wird bei Gebäuden, die vor dem 1. Januar 1925 fertiggestellt wurden, mit 2,5 % abgeschrieben.
- Bei selbstgenutzten Baudenkmalen: Der Sonderausgabenabzug für Baumaßnahmen an selbst genutzten Baudenkmalen und Gebäuden in Sanierungsgebieten beträgt jährlich bis zu 9 % über 10 Jahre (§ 10f EStG).

Voraussetzung ist in beiden Fällen die Bescheinigung der zuständigen Denkmalbehörde, dass es sich um für die Nutzung notwendige oder denkmalpflegerisch erforderliche Arbeiten handelt und diese nach den Vorgaben der Denkmalbehörde durchgeführt wurden.
Unter bestimmten Voraussetzungen kann für Denkmale die Grundsteuer erlassen werden (§ 32 GrStG). Darüber hinaus ist eine Senkung des Einheitswertes möglich, der die Höhe der Grundsteuer bestimmt. Pauschal werden von den Finanzbehörden 5 % anerkannt.

## Österreich
In Österreich ist Denkmalschutz Bundesangelegenheit, das Denkmalrecht – im Gegensatz zur Rechtslage in Deutschland – Bundesrecht.
Hier gilt das Bundesgesetz betreffend den Schutz von Denkmalen wegen ihrer geschichtlichen, künstlerischen oder sonstigen kulturellen Bedeutung (Denkmalschutzgesetz – DMSG). Das Denkmalschutzgesetz regelt auch die Angelegenheiten von Bundesdenkmalamt und Denkmalbeirat.
Der Weg bis zur Gesetzeswerdung war ein langer.

### Geschichtliche Entwicklung
1850 unterschrieb Kaiser Franz Joseph I das Dekret für die Einrichtung der K.k. Central-Commission zur Erforschung und Erhaltung der Baudenkmale (dem Vorläufer des heutigen Bundesdenkmalamtes). 1853 nahm die Kommission ihre Arbeit auf, 1873 wurden ihre Kompetenzen wesentlich erweitert, ab diesem Jahr verfügte die Institution auch über ein eigenes Budget. 1911 wurde unter dem Protektorat des Thronfolgers Franz Ferdinand ein Staatsdenkmalamt errichtet. Bis zum Ende der Donaumonarchie kam es zu 72 Gesetzesentwürfen (einer stammte vom bekannten Kunsthistoriker Alois Riegl). Aufgrund des Widerstandes von Kirche und Adel gelang es aber nicht, ein Denkmalschutzgesetz zu beschließen. Am 1. Dezember 1918, kurz nach dem Ende des Ersten Weltkriegs trat in Österreich ein Ausfuhrverbot für Kunstgegenstände in Kraft, das einen extremen Ausverkauf an Kulturgütern im hungernden Land vermeiden sollte. Es war der Vorläufer des heute noch bestehenden Denkmalschutzgesetzes von 1923. Mit diesen beiden Rechtsnormen wurde aus der beratenden Kommission eine Behörde.

### Rechtsgrundlagen und Zuständigkeit

Signet lt. Denkmalschutzgesetz

Wesentliche Rechtsquelle ist das Denkmalschutzgesetz von 1923 in der Fassung der mit 1. Januar 2000 in Kraft getretenen Novelle (Bgbl Nr. 170/1999). Diese integrierte unter anderem das Ausfuhrverbotsgesetz. Nach der Novelle endet übrigens die vorläufige Unterschutzstellung kraft gesetzlicher Vermutung bei öffentlichen Gebäuden mit 31. Dezember 2009 (Novellierung von § 2). Der neue § 31 Abs. 1 macht zudem explizit klar, dass eine Erhaltungs- bzw. Instandsetzungspflicht für Denkmäler nicht vorgesehen ist (Österreich hat bis heute die 1985 beschlossene internationale Konvention von Granada des Europarats nicht ratifiziert und kennt deswegen keinen „aktiven Denkmalschutz“, d. h. eine unbedingte Erhaltungspflicht).
Das Bundesdenkmalamt, eine selbstständige, allerdings dem Bundesministerium für Unterricht, Kunst und Kultur weisungsgebundene Behörde, ist nach dieser Novelle auch nicht mehr Anwalt des Denkmalerhalts. Dem Denkmalbeirat kommt nur beratende und sachverständige Funktion zu.

### Lage des Denkmalwesens
Die Zahl der denkmalgeschützten Objekte in Österreich ist bedeutend. Dennoch gilt der Denkmalschutz in Österreich traditionell als gesetzlich nicht allzu stark und bedarf häufig der Unterstützung durch Medien und Bürgerinitiativen. Sowohl die dem Bundesdenkmalamt zur Verfügung stehenden positiven Anreize (Förderungen) wie seine Möglichkeit, Sanktionen (Strafen) auszusprechen, wurden in den letzten Jahren eher reduziert als erweitert. Insgesamt liegt dem eine deregulierende Tendenz zugrunde. Das Bundesdenkmalamt schätzt den Gesamtbestand schützenswerter Objekte auf ungefähr 60.000, von denen 2008 über 16.000 als Baudenkmäler ausgewiesen waren.
Der Denkmalbegriff wird in Österreich aufgrund der Versteinerungstheorie vom Verfassungsgerichtshof in jenem (engen) Sinn interpretiert, der zum Zeitpunkt des Inkrafttretens der Kompetenzartikel der österreichischen Bundesverfassung (1. Oktober 1925) gesetzlich gegeben war. Daraus ergeben sich gewisse Probleme mit neueren, erweiterten Konzepten des Denkmalschutzes wie dem Ensembleschutz oder dem Schutz der Gartendenkmale. (Naturschutz ist in Österreich Sache der Bundesländer).
Mit der Novelle 2000 wurden auch 56 ausgewählte Gärten und Parks in Österreich angeführt (Anhang 2 zum Denkmalschutzgesetz DMSG), bei denen nun vor Veränderungen an baulichen und pflanzlichen Elementen die Zustimmung des Bundesdenkmalamtes eingeholt werden muss. Österreich war damit das letzte Land in Europa, das schützenswerte Gartenanlagen in sein Denkmalschutzgesetz aufnahm. Die Unterschutzstellung ist allerdings an die Zustimmung der jeweiligen Garteneigentümer gebunden, die bisher nur in etwa der Hälfte der Fälle vorliegt (Stand: 2006).
Die Möglichkeit ministerieller Entscheidungen gegen den expliziten Willen des Bundesdenkmalamts wie in den Wiener Beispielsfällen des Abrisses der barocken Reitschule beim Palais Erzherzog Rainer (1958), der Florianikirche (1965), bei der von Otto Wagner gestalteten Stadtbahnstation Meidling (1968) oder beim 2002 fertiggestellten Umbau der Albertina belegen allerdings schon seit Jahrzehnten die relative Schwäche der Instrumentarien des österreichischen Denkmalschutzes.
Die Präsidentin des Bundesdenkmalamtes, Barbara Neubauer, erklärte sich im September 2014 in einem Zeitungsinterview selbst unzufrieden mit der Situation in Österreich. Insbesondere seien die finanziellen Anreize bzw. Fördermöglichkeiten für die Eigentümer von Denkmalen unzureichend, ebenso das mangelnde öffentliche Bewusstsein dafür:

„Die Finanzierung von Denkmalschutz gehört neu diskutiert, und die Eigentümer gehören dafür gestärkt, dass sie ein öffentliches Interesse wahrnehmen. Das muss abgegolten werden – und nicht nur mit ein paar tausend Euro, wenn eine Stuckdecke instand gesetzt wird […] Es ist ein Irrtum, dass nur Objekte unter Denkmalschutz stehen, die reichen Leuten gehören.“

| Art des Objektes 1)        | AT            | BGL       | KTN         | NOE          | OOE         | SBG         | STM         | TIR         | VBG       | WIE         |
| -------------------------- | ------------- | --------- | ----------- | ------------ | ----------- | ----------- | ----------- | ----------- | --------- | ----------- |
| Alle Objekte 1)            | 38.146 17.443 | 2.075 991 | 2.848 1.316 | 10.557 4.227 | 5.842 3.228 | 2.193 1.323 | 4.927 1.800 | 4.825 2.004 | 1.605 922 | 3.274 1.632 |
| Archäologie 2)             | 918           | 58        | 79          | 298          | 137         | 30          | 255         | 40          | 15        | 6           |
| Garten- und Parkanlagen 3) | 29            | 1         | 2           | 6            | 2           | 2           | 2           | 3           | 2         | 9           |
| Profanbauten 4)            | 23.306        | 1.323     | 1.346       | 6.438        | 3.948       | 1.501       | 2.675       | 2.455       | 1.002     | 2.618       |
| Sakralbauten 5)            | 11.889        | 661       | 1.287       | 3.214        | 1.475       | 576         | 1.692       | 2.074       | 514       | 396         |
| Technische Denkmale 6)     | 2.004         | 32        | 134         | 601          | 280         | 84          | 303         | 253         | 72        | 245         |

Quelle: Bundesdenkmalamt (Denkmaldatenbank)/Statistik Austria, Stand: 11/2012

## Schweiz
Der Denkmalschutz obliegt in der Schweiz im Wesentlichen den 26 Kantonen (Art. 78 BV); der Bund ist lediglich subsidiär tätig. Das Natur- und Heimatschutzgesetz (NHG) des Bundes ist eine Rahmengesetzgebung, die – im Bereich des Denkmalschutzes – vor allem die Grundlage für finanzielle Leistungen des Bundes zugunsten der Kantone legt. Der Denkmalschutz als solcher wird durch die kantonale Gesetzgebung geregelt. Auf Bundesebene ist die Eidgenössische Kommission für Denkmalpflege (EKD) oberstes Gremium und dem Bundesamt für Kultur im Eidgenössischen Departement des Innern angegliedert.
„Bundesschutz“ im Sinne verpflichtender Subventionierung gibt es in der Schweiz nicht. Kulturgüter von nationaler Bedeutung können gemäß der Verordnung vom 16. Januar 1991 über den Natur- und Heimatschutz durch den Bund (Bundesamt für Kultur) im Einzelfall finanziell unterstützt werden. Diese Subventionen werden anhand der Kategorien A (nationale Bedeutung), B (regionale Bedeutung) und C (lokale Bedeutung) gemäß der Haager Konvention zum Schutz von Kulturgut bei bewaffneten Konflikten und dem Bundesgesetz vom 20. Juni 2014 über den Schutz der Kulturgüter bei bewaffneten Konflikten sowie der Verordnung vom 29. Oktober 2014 über den Schutz der Kulturgüter bei bewaffneten Konflikten ausgerichtet. Das schweizerische Inventar von Objekten von nationaler (A-Objekte) und regionaler (B-Objekte) Bedeutung erschien zuletzt 2021. Darin finden sich knapp 3'400 sogenannte A-Objekte (von nationaler Bedeutung) und rund 10'000 B-Objekte (von regionaler Bedeutung).
Der eigentliche Denkmalschutz obliegt den Kantonen, die ihre eigenen Gesetze erlassen und dabei nicht an die Kulturgüterschutzgesetze gebunden sind. Neue, noch nicht aufgenommene Kunstdenkmäler erhalten oft den Status schutzwürdig (oder schützenswert), dies ist die Vorstufe zur Aufnahme in ein kantonales Denkmalschutzinventar. Bei schlechtem Erhaltungszustand kann auch eine Rückstufung im Status vorgenommen werden. Dies ist auch der Fall, wenn anhand einer Renovation, die von der Denkmalpflege begleitet wird, festgestellt wird, dass nicht so viel an alter Bausubstanz vorhanden ist, wie ursprünglich angenommen wurde.
Der in kantonale Sektionen gegliederte Schweizer Heimatschutz ist ein Verein, der sich vor allem im Bereich von Bauten für das kulturelle Erbe engagiert.

## Frankreich
Frankreich schützt seine Denkmale durch die Deklaration als Monument historique.

## Spanien

### Grundlagen des Denkmalschutzes in Spanien
Der Denkmalschutz ist in Spanien Teil eines umfassenden Schutzes von Kulturgut. Der Schutz von Kulturgut ist in Artikel 46 der Spanischen Verfassung festgeschrieben. Diese Kulturgüter werden als Bien de Interés Cultural bezeichnet. Grundlage des Denkmalschutzes in Spanien ist zurzeit (2012) der zweite Teil eines Gesetzes mit dem Titel „Del patrimonio histórico Español“ (Vom historischen Erbe Spaniens) aus dem Jahr 1985. Die gesetzlichen Regelungen gelten für das gesamte Königreich Spanien. Zusatzregelungen und Unterschiede in den Bezeichnungen in einzelnen Comunidades Autónomas und Ciudades autónomas sind möglich.
Die Durchführung des Gesetzes wird seit 1986 durch eine Rechtsverordnung geregelt. Die Regierungen der einzelnen Comunidades Autónomas sind grundsätzlich für die Durchführung des Gesetzes, besonders aber für die Auswahl der zu schützenden Objekte zuständig. Sie werden dabei von den Stadtverwaltungen (Ayuntamientos) unterstützt. Die Objekte werden, nachdem die Regierung der jeweiligen Comunidad Autónoma sie durch Rechtsverordnung (Decreto) zum Bien de Interés Cultural erklärt hat, in ein zentrales Register in Madrid eingetragen.

### Ortsgebundene Kulturgüter (Bienes Inmuebles)
Die ortsgebundenen Kulturgütern werden in Spanien in verschiedene Kategorien eingeteilt:
- Baudenkmale (Monumentos) – Monumentos sind Gebäude nach architektonischen oder technischen Entwürfen oder großformatige Skulpturen und Plastiken mit geschichtlicher, künstlerischer, wissenschaftlicher oder sozialer Bedeutung. Bei den Skulpturen und Plastiken handelt es sich häufig um Brunnenanlagen wie z. B. La Fuentecilla de la Calle de Toledo in Madrid
- Gärten mit geschichtlicher Bedeutung (Jardín histórico) – Jardín Histórico ist eine abgegrenzte Fläche, auf der die Natur durch den Menschen geordnet wurde. Die Gestaltung wird gelegentlich durch künstliche Strukturen vervollständigt. Dabei können die Geschichte des Ortes, der ästhetische, gefühlsmäßige oder botanische Wert von besonderer Bedeutung sein. Mit dem Begriff werden nicht nur bereits lange bestehende Gärten bezeichnet wie z. B. die Jardines de Aranjuez, sondern auch neuere Parkanlagen oder Schwimmbadanlagen, die sich durch eine eigene Landschaftsarchitektur auszeichnen, wie z. B. verschiedene Arbeiten des kanarischen Künstlers César Manrique.
- Geschichtliche Gesamtanlagen (Conjunto histórico-artístico) – Mit dem Begriff werden in erster Linie historische Stadtkerne oder zusammenhängende Schlossanlagen bezeichnet.
- Geschichtliche Orte (Sitio histórico) – Mit dem Begriff werden einerseits Einrichtungen bezeichnet, die im deutschen Denkmalschutz als Industriedenkmal bezeichnet werden (z. B. Mühlen mit den dazugehörigen Wasserleitungen), andererseits aber auch z. B. Pilger- oder Prozessionswege.
- Archäologische Gebiete (Zona Arqueológica) – Es können auch solche Gebiete geschützt werden, in denen archäologische Funde bisher nur vermutet werden. Alle Arten von Ausgrabungen oder Suche unter Wasser ob geologischer, paläontologischer oder sonstiger geschichtlicher Art bedürfen der ausdrücklichen Zustimmung der zuständigen Behörden.[60] Ein Objekt kann in mehreren Kategorien geführt werden.

Mit allen ortsgebundenen Kulturgütern können grundsätzlich bewegliche Kulturgüter verbunden werden (z. B. Heiligenfiguren oder Gemälde mit einer bestimmten Kirche oder Skulpturen mit einem bestimmten Garten).

### Verfahren zur Erklärung eines Bauwerks zum Bien de Interés Cultural
Durch verschiedene vor 1985 erlassene Gesetze wurden in Spanien alle Befestigungsanlagen (castillos), Mauern (murallas) und Türme (torreones) und deren Ruinen zu Bienes de Interés Cultural erklärt, darüber hinaus alle an Gebäuden angebrachten Wappen oder Zeichen, eine besondere Art von Wegkreuzen (Cruz de término) an den Grenzen der Stadtgebiete und besondere im Nordwesten Spaniens vorkommende Kornspeicher (Hórreo) jeweils dann, wenn sie älter als einhundert Jahre sind. Bei diesen Objekten hat die erneute Aufnahme in die Liste der Denkmale einer Comunidad Autónomo den Sinn das Objekt genau zu beschreiben und u. U. auch den Denkmalschutz auf das Umfeld (entorno) auszudehnen. Generell unter Denkmalschutz stehen seit 1985 auch alle Orte, an denen sich Felszeichnungen befinden.
Für das Vorgehen bei der Erklärung eines Objekte zum Bien de Interés Cultural ist ein formalisiertes Vorgehen vorgeschrieben. Es wird eine amtliche Untersuchung durchgeführt. Bereits mit Beginn der Untersuchung wird das Objekt vorbeugend in die Liste der Bienes de Interés Cultural eingetragen. Der Zustand der nur vorbeugenden Eintragung kann sich über Jahre hinziehen.
Bei der Untersuchung wird die Bedeutung des Objektes eingeschätzt. Eine genaue Beschreibung und Analyse des Objektes, seines Umfeldes und der u. U. mit dem Objekt verbundenen transportablen Kunstwerke wird mit Hinweisen auf die verwendeten Quellen und Literatur im Gesetz- und Verordnungsblatt der Comunidad Autónoma veröffentlicht. Alle betroffenen Eigentümern und Grundstücksnachbarn werden informiert. Gegen alle Teile der Untersuchung (selbst gegen die Bezeichnung des Objektes) kann Widerspruch eingelegt werden. Wenn es keine Widersprüche gibt bzw. den Widersprüchen stattgegeben oder sie vom Gericht abgewiesen wurden, erfolgt die endgültige Eintragung.
Die Folgen einer Erklärung eines Bauwerkes zum Bien de Interés Cultural, Categoría Monumento in Spanien entsprechen weitgehend den Folgen, die sich in Deutschland aus der Erklärung eines Bauwerkes zum Denkmal ergeben.

## Weitere internationale Regelungen zum Schutz von Denkmalen bzw. Kulturgütern

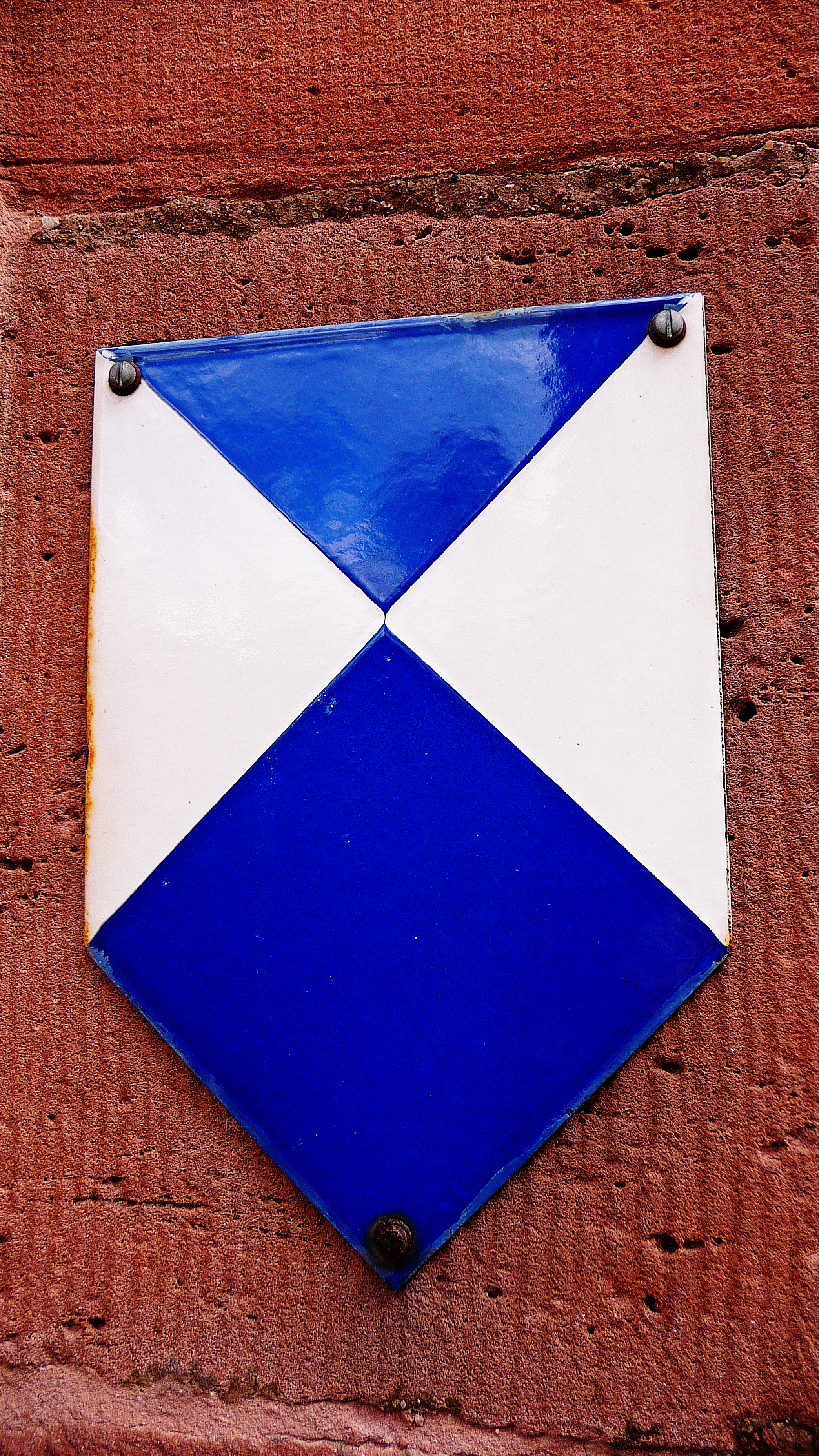
Kennzeichen für ein nach der Haager Konvention geschütztes Objekt

Eingetragene Kulturgüter sind nach der Haager Konvention zum Schutz von Kulturgut bei bewaffneten Konflikten bei kriegerischen Auseinandersetzungen zu schützen.
Die UNESCO stuft als Welterbe die Zeugnisse menschlichen Schaffens ein, die von „außergewöhnlichem universellen Wert“ und unverzichtbar für die „gesamte“ Menschheit sind.
Kulturerbe von europäischem Rang kennzeichnet das Europäische Kulturerbe-Siegel.
Auch in Japan gilt gesetzlicher Schutz den Kulturgütern (engl. Cultural Properties).
National Monuments in den Vereinigten Staaten sind ausgewiesene Schutzgebiete.
In Uruguay regelt das Gesetz No. 14.040 vom 20. Oktober 1971 den Denkmalschutz von Gebäuden.

## Denkmalschutzpreis
Für besondere Leistungen im Bereich des Denkmalschutzes loben verschiedene Institutionen Denkmalschutzpreise aus.